# معركة حلب (2024)
معركة حلب الثانية 2024 وهي تمييزاً عن المعركة الأولى التي دارت بين عامي 2012 و2016، وهي العملية العسكرية التي دارت في أرياف حلب ومدينتها والتي كانت جزءاً من هجوم شمال غرب سوريا الذي شنَّته فصائل المعارضة السورية بقيادة هيئة تحرير الشام في ساعات الفجر الأولى من يوم الأربعاء 27 نوفمبر 2024، والذي شَمِل بجانب أرياف حلب ريف إدلب الشرقي في البداية كان الهدف في البداية توجيه ضربة استباقية لقوات النظام السوري وحلفائه، ولم تعلن الفصائل أن هدفها السيطرة على المدينة في البداية.
انتهت المعركة في يوم الأحد 1 كانون الأول 2024 مع سيطرة الفصائل المسلحة على كامل أحياء وأرياف مدينة حلب بعد سيطرتها على مدينة تل رفعت وطرد القوات الكردية منها مساء اليوم، سبقه السيطرة على مطار منغ العسكري ومدينة السفيرة وخناصر ومعامل الدفاع وسجن حلب والشيخ نجار في وقت مبكر من هذا اليوم، لتفقد قوات النظام السوري أكبر مدن سوريا لأول مرة منذ اندلاع النزاع في 2011. وبهذا تصبح فصائل المعارضة مسيطرة على كامل إدلب وحلب، لتبدأ بعدها بالتقدُّم نحو ريف حماة تمهيداً لمعركة حماة.

## خلفية تاريخية
مدينة حلب أكبر مدينة في سوريا وبلاد الشام. قُدر عدد سكانها سنة 2011 حوالي 2,5 مليون نسمة ،فيما بلغت مساحة المدينة حوالي 120 كم مربع، وتعتبر العاصمة الاقتصادية في سوريا مع وجود طبقة كبيرة فيها من التجار الأثرياء، في آخر إحصاء عام 2004 كان عدد سكانها أكثر من 2 مليون بينما كان عدد سكان دمشق أكثر من 1.5 مليون نسمة، السبب أن التجمعات السكانية الملاصقة لدمشق تعتبر نواحي في قانون الإدارة المحلية السورية مثل جرمانا وببيلا بينما التجمعات السكانية الملاصقة لحلب تعتبر أحياء كالشيخ سعيد والراموسة وحندرات والشيخ مقصود. منذ 2011 خرجت مظاهرات في المدينة ولاسيما حي صلاح الدين وبستان القصر وباب الفرج والشعار والمشارقة ،كما خرجت مظاهرات في المدينة الجامعية لجامعة حلب لكنّ النظام قمع المظاهرات بشدّة.
وفي النصف الثاني من سنة 2012 مع بداية الصيف احتدمت المعارك في محافظة حلب وسيطرت المعارضة على مدن وبلدات مهمة مثل أعزاز ومنبج والأتارب وعدد من القواعد العسكرية ،وفي 19 تموز 2012 سيطرت فصائل المعارضة على حي صلاح الدين جنوبي غربي المدينة وهو معقل الثورة في المدينة وأول حي يقع تحت سيطرة المعارضة، وبعدها بثلاثة أيام في 22 تموز 2012 أعلن لواء التوحيد أقوى فصيل عسكري في محافظة حلب عن بدء معركة الفرقان لتحرير مدينة حلب بالمشاركة مع فصائل أخرى من المعارضة، لكن استطاع النظام استعادة حي صلاح الدين جنوب غربي حلب في 10 آب من العام نفسه، انتقلت المعارك إلى شرق وجنوب وشمال المدينة، بحلول نهاية آب 2012 كانت المعارضة تسيطر على 70 % من مدينة حلب وفقاً لقائد لواء التوحيد عبد القادر الصالح، أي بعد شهر من انطلاق معركة الفرقان.
بعد استعادة النظام وحزب الله لمدينة القصير في 5 حزيران 2013 وتأمين الطريق بين دمشق والساحل السوري معقل النظام قاما بشن هجوم معاكس في حلب من الطريق الصحراوي من جنوب شرقي حلب عبر سلمية فأثريا فبلدة خناصر إلى السفيرة فمدينة حلب وبحلول كانول الأول من العام نفسه سيطر النظام ومعه حزب الله على الطريق وفك حصار الأحياء الغربية من مدينة حلب، كما استعاد النظام اللواء 80 ودعم قواته في مطار حلب الدولي أو ما يُعرف بمطار النيرب، وفي 2014 كانت المعارضة شبه مطوقة في المدينة بعدما سيطر النظام على الشيخ نجار شمال المدينة وكافحت لبقاء شريان حياة إلى داخل الأحياء التي تسيطر عليها في المدينة، اشتدت المعارك في النصف الثاني من سنة 2014 والنصف الأول من سنة 2015 في شمال مدينة حلب حول السجن المركزي وفي مخيم حندرات وعلى الطريق إلى نبل والزهراء حيث حاولت قوات النظام والميليشيات الإيرانية محاصرة أحياء المعارضة التي لم يكن لها طريق سوى من شمال المدينة، حقق النظام بعض التقدم وفك حصار السجن المركزي وسيطر على حندرات شمال المدينة لكنه فشل في قطع الطريق عن أحياء المعارضة، في النصف الثاني من 2015 شن مقاتلو المعارضة هجوماً على النظام وحققوا فيه تقدماً طفيفاً بالسيطرة على ضاحية الراشدين غرب المدينة وكذلك سيطروا على مركز البحوث العلمية ،بينما حقق النظام تقدماً كبيراً في خريف 2015 وسيطر على معظم ريف حلب الجنوبي بما في ذلك بلدة الحاضر الاستراتيجية وعلى تلة العيس الاستراتيجية كذلك بعد هجوم خاطف على جيش الفتح مدعوماً بميليشيات إيرانية وبالطيران الحربي الروسي وأمّن طرقاً جديدة إلى مناطق نفوذه في حلب.
في شباط 2016 سيطرت قوات النظام وحلفاؤها على الطريق إلى بلدتي نبل والزهراء واقتربت من طريق الكاستيلو شريان المعارضة في حلب، بحلول أواخر تموز تم قطع الطريق ومحاصرة أحياء حلب التي تقع تحت سيطرة المعارضة، لكنّ المعارضة سرعان ما فتحت ثغرة في منطقة الراموسة وفتحت طريقاً جديداً من جنوب مدينة حلب إلى أحيائها المحاصرة، بحلول أيلول من العام نفسه أعادت قوات النظام تطويق حلب نهائياً، وفي 22 كانون الأول 2016 سيطر النظام مدعوماً بالميليشيات الإيرانية ومدعوماً بالطيران الحربي الروسي على كامل مدينة حلب بعد معركة استمرّت أكثر من 4 سنوات.

## الاستعدادات
| «الجاهزية العسكرية وصلت إلى أعلى مداها، وإني أراكم تجلسون في حلب كما تجلسون أمامي الآن» الجولاني أمام ناشطين ووجهاء من حلب في 27 أيار 2023 |

تألفت قوات المعارضة من الفصائل التي تعمل في مناطق سيطرة حكومة الإنقاذ، وأكبرها "هيئة تحرير الشام” إلى جانب ”جيش العزة” وهذه تعمل في إدلب وحماة واللاذقية وغرب حلب، كذلك القوات المنضوية تحت إمرة الجيش الوطني والتي تعمل في شمال وشرق حلب، وأهمها حركة نور الدين الزنكي وفرقة السلطان سليمان شاه والجبهة الشامية، وفقاً لقيادي من المعارضة كان هناك 40,000 مقاتل يشاركون في عمليات ردع العدوان و80,000 مقاتل في صفوف الاحتياط، قامت هيئة تحرير الشام منذ هزيمة 2020 بتنظيم صفوفها وضمّ فصائل جديدة إليها تعمل في إدلب لتوحيد الصف ضد النظام وميليشياته، أبعدت الفصائل المرتبطة بتنظيم القاعدة وأجبرتها على حل نفسها، كما هو الشأن مع تنظيم جند الأقصى وتنظيم حراس الدين، وأصبح الجولاني يخرج بسروال وقميص خالعاً عمامته وعباءته ويقابل وسائل إعلام أمريكية، ويقوم بزيارة صالات بلياردو يرتادها الشباب المراهقون،  بينما في الشأن العسكري قامت الهيئة  بتعزيز وتقوية فرقة العصائب الحمراء منذ 2021 بعد الهزيمة، فرغم أنها تأسست في 2016 إلا أنّها كانت أشبه بمقاتلين منفردين من الأجانب يؤدون عمليات انتحارية دون تدرب على القيام بعمليات عسكرية، قامت الهيئة بعدها بتنظيمها واستقطاب عناصر جدد من السوريين وإدخال أفرادها في دورات تدريب مكثفة وذلك للقيام بعمليات عسكرية مهمة، فكان لها الدور البارز في المعركة، وهي قد أصبحت وحدة المهام الخاصة للهيئة وقد كانت سابقاً تتألف من المقاتلين الأجانب بالأساس، وصارت مهمتهم الجديدة أن يقوموا بعمليات انغماسية وانتحارية والتسلل إلى خلف خطوط العدو وكذلك نزع الألغام والسيطرة على قواعد عسكرية محصنة، وكذلك أسست الهيئة مجموعات سرايا الحراري للقتال الليلي، وهي مزودة بمناظير حرارية ليلية وكواتم صوت للتسلل الليلي والقيام بعمليات انغماسية ليلية ،كذلك أدخلت هيئة تحرير الشام في معركة حلب مسيرة الشاهين، وكانت قد استخدمتها من قبل ذلك على نطاق محدود ضد قاعدة حميميم الروسية، وكذلك في حفل تخرج ضباط الكلية الحربية في حمص سنة 2023 ،وساهمت مسيرات شاهين في قصف المطارات وثكنات النظام البعيدة عن خطوط الجبهة وفي ضرب طرق الإمداد وتدمير المدفعية وراجمات الصواريخ، كذلك تم استخدامها لعمليات الاستطلاع.
منذ شهر تشرين الأول 2024 قامت هيئة تحرير الشام وقوات النظام بتبادل القصف على المواقع، قام النظام وروسيا بشن قصف جوي على مدن وبلدات إدلب ، وذلك بعد معلومات عن نية الفصائل تنفيذ هجوم على حلب، حيث  نقلت قناة الجزيرة عن الناطق باسم جيش العزة العقيد مصطفى بكور في 13 تشرين الأول أنّ 《نية العمل العسكري موجودة ولم تتغير منذ توقف القتال عام 2020، موضحا أن مرحلة الاستعداد والتحضير مستمرة، وتم إنجاز نسبة كبيرة منها على امتداد خطوط الجبهات》،وقال بكور للجزيرة: 《السيناريو المتوقع هو عملية هجومية شاملة ومتزامنة ومنظمة بدقة على مختلف المحاور، تؤدي إلى هزيمة كبيرة للمليشيات وبقايا جيش النظام، وتحرير ما أمكن من الأراضي، والتمسك بها لضمان عودة آمنة وكريمة للمهجرين》وأكّد أنّ المعارضة تضع عينها على مدينة حلب،قام النظام بالاستعداد لتفادي ذلك برفع السواتر الترابية على طول خطوط الجبهة وإرسال تعزيزات عسكرية إلى خطوط الاشتباك من الفيلق الخامس والفرقة 25 مهام خاصة والفرقة الرابعة تحسباً لهجوم المعارضة، وردّت هيئة تحرير الشام بتعزيزات مماثلة، ونفذ النظام وروسيا في  14 و 15 تشرين الأول 80 غارة جوية على تلك المناطق ، وأصبح الاتفاق الروسي التركي لخفض التصعيد والذي أُبرم في آذار 2020 معرضاً للانهيار، لكنْ فقد تم إنقاذ الاتفاق فيما بعد، وخلال الأربعين يوماً التالية أعدّت هيئة تحرير الشام لمعركة تسيطر فيها على مدينة حلب، في يوم الثلاثاء 26 تشرين الثاني شن النظام هجمات بالمدفعية على مدينة أريحا فخلف 16 شخصاً بين قتلى وجرحى.

## أيام المعركة

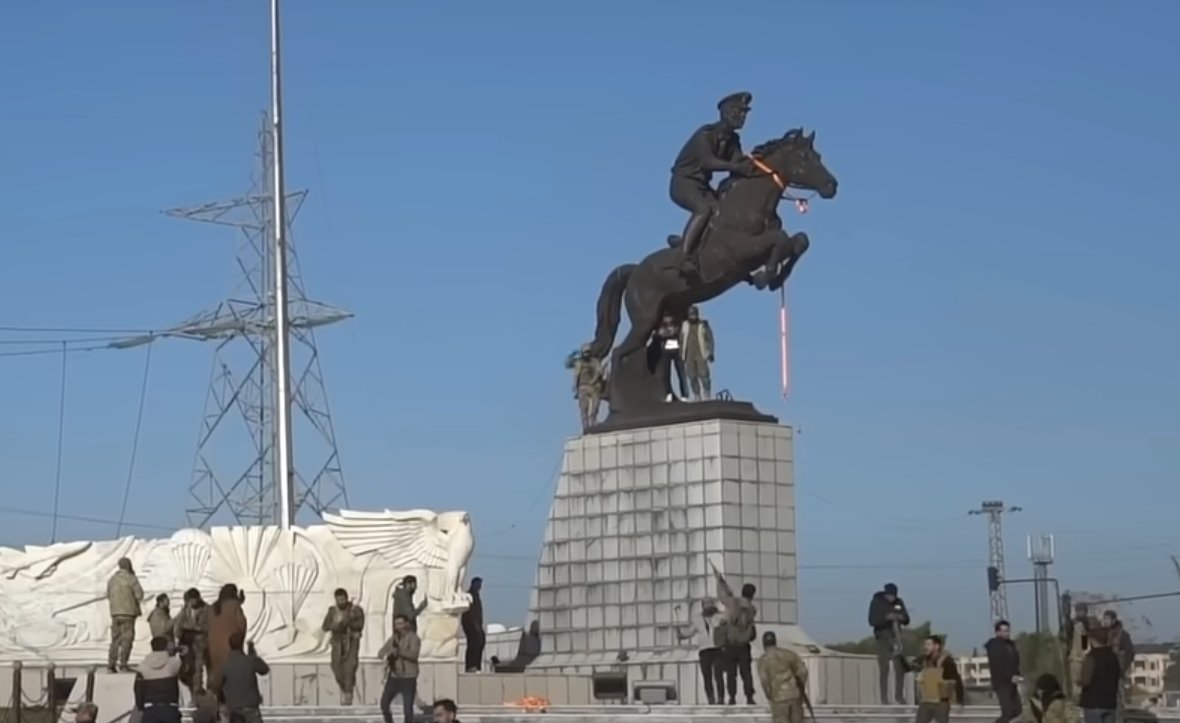
مقاتلون من المعارضة السورية يسقطون تمثالاً لباسل الأسد في حلب

### الأربعاء 27 تشرين الثاني
مع بدء ساعات الفجر الأولى من 26 جمادى الأولى 1446 الموافق ل 27 تشرين الثاني 2024 شن مقاتلو هيئة تحرير الشام هجوماً عنيفاً على مواقع قوات النظام والميليشيات الإيرانية بالمدفعية وراجمات الصواريخ والطيران المسيّر تلاه هجوم بري عنيف لمقاتلي الهيئة منطلقين من مدينتي الأتارب ودارة عزة ،وسيطروا على حوالي 20 بلدة وقرية منها أورم الصغرى وأورم الكبرى والشيخ عقيل وقبتان الجبل وعينجارة والهوتة والسلوم وبالا وحير دركل والقاسمية وبسرطون وكفربسين، بالإضافة إلى السيطرة على الفوج 46 الذي كانت المعارضة قد خسرته في 2020  ،مع نهاية اليوم كانت المعارضة قد سيطرت على 140 كم مربع وتبعد 10 كم فقط عن مدينة حلب.
وقد تم تسمية الحملة العسكرية التي شنتها هيئة تحرير الشام والفصائل الحليفة بعملية "ردع العدوان" في إشارة إلى أنّ النظام يحشد للاعتداء على مناطق المعارضة ، وقال الناطق باسم إدارة العمليات العسكرية المقدم حسن عبد الغني بأنّ 《هذه العملية العسكرية تهدف إلى كسر مخططات العدو عبر توجيه ضربة استباقية مدروسة لمواقع ميليشياته》،وأضاف في منشور له على منصة "إكس" 《إنّ الحشود العسكرية للنظام تهدد أمن المناطق المحررة وإنّ واجب الفصائل الدفاع عن المدنيين في وجه هذا الخطر الوشيك الذي يستهدف وجودهم وأمانهم》، وأكد أنّ 《الدفاع عن المدنيين في المناطق المحررة ليس خياراً بل واجباً وهدفنا الثابت هو إعادة المهجرين إلى ديارهم ولن ندخر جهداً لتحقيق هذا الهدف》.
ووفقاً لإدارة العمليات العسكرية فقد تم قتل وأسر العشرات من قوات النظام واغتنام أسلحة ثقيلة وصواريخ وذخائر ،بينما شن طيران النظام والطيران الروسي هجمات على بلدات ريف حلب الغربي وبلدات محافظة إدلب مما أدى لموجة نزوح باتجاه شمال محافظة إدلب وإلى منطقة عفرين على الحدود التركية.

### الخميس 28 تشرين الثاني
بدأت المعارضة هجوماً كبيراً في ريف إدلب الشرقي وسيطرت على بلدتي كفر بطيخ والداديخ اللتين تقعان على مقربة من مدينة سراقب الاستراتيجية التي تقع على طريق حلب - دمشق وطريق حلب - اللاذقية، وسيطرت كذلك على تلة الداديخ الاستراتيجية، أما في ريف حلب الغربي فقد تمكنت الفصائل من تحرير بلدات ياقد العدس وريف المهندسين الأول وكفرجوم وأرناز وثكنة معمل الزيت، والشيخ علي وكفرناها وبلدة كفر حلب الاستراتيجية وكفر داعل وميزناز و تلة الراقم الاستراتيجية، واغتنام كثير من المدافع والرشاشات الثقيلة والدبابات والعربات المصفحة، وبعد ذلك اخترقت الفصائل المعارضة طريق حلب - دمشق عند نقطة خان العسل والزربة بالسيطرة على هاتين البلدتين وقطعت هذا الطريق الدولي، وقد أدت العمليات في غرب حلب إلى نزوح سكان نبّل والزهراء الشيعة من البلدتين بعد اقتراب الفصائل المعارضة منهما، فيما أرسل النظام قوات من الفرقة الرابعة والفرقة 11 والفرقة 25 لصد هجوم المعارضة وإبعادهم عن مدينة حلب ،وقد ارتفعت مساحة المناطق التي سيطرت عليها الفصائل بحلول نهاية اليوم الثاني إلى 245 كم مربع، ووصلت إلى مشارف مدينة حلب على بعد 5 كيلومترات فقط، فيما أعلنت وسائل إعلام إيرانية مقتل كيومرث بورهاشمي القائد الإيراني في الحرس الثوري، وأعلن الناطق باسم عمليات ردع العدوان حسن عبد الغني في نهاية اليوم عن تحرير كامل ريف حلب الغربي بعد معارك استمرّت 36 ساعة.
وفي أول تعليق للنظام على هجوم المعارضة قالت وزارة الدفاع السورية صباح يوم الخميس في بيان عسكري: 《قامت التنظيمات الإرهابية المسلحة المنضوية تحت ما يسمى "جبهة النصرة الإرهابية " والموجودة في ريفي حلب وإدلب بشن هجوم كبير وعلى جبهة واسعة صباح يوم الأربعاء 27 /11 /2024 بأعداد كبيرة من الإرهابيين وباستخدام الأسلحة المتوسطة والثقيلة مستهدفة القرى والبلدات الآمنة ونقاطنا العسكرية في تلك المناطق》،وأضافت: 《وقد تصدت قواتنا المسلحة للهجوم الإرهابي الذي ما زال مستمراً حتى الآن وكبدت التنظيمات الإرهابية المهاجمة خسائر فادحة في العتاد والأرواح وتقوم قواتنا بمواجهة التنظيمات الإرهابية بمختلف الوسائط النارية وبالتعاون مع القوات الصديقة》.

### الجمعة 29 تشرين الثاني
مع بداية صباح الجمعة ومع قطع الطريق الدولي عند خان العسل أصبحت المعارضة على مداخل حلب شن مقاتلو المعارضة هجوماً سيطروا فيه على مركز البحوث العلمية والراشدين والمنصورة، واقتربت مع حلول الظهيرة من حدود الأحياء الإدارية، ومع آذان الظهر يوم الجمعة بدأت قوات المعارضة التقدم في مداخل حلب الغربية وسط تكبيرات فصائل المعارضة من المساجد وذلك بعد تنفيذ تفجير انتحاري مزدوج بسيارتين مفخختين. وبحسب شهود عيان فإن سكان حلب فروا من الأحياء الواقعة في الجهة الغربية بسبب تبادل الصواريخ وإطلاق النار.، وقال التلفزيون السوري الموالي للحكومة أن 4 مدنيين قتلوا وأصيب ستة أشخاص آخرين بينهم طالبين جراء سقوط قذائف أطلقتها الجماعات المسلحة على المدينة الجامعية في حلب. في حين نفت إدارة العمليات العسكرية قصف السكن الجامعي.، وبدأت مراحل التقدم من حي حلب الجديدة ومشروع 3000 شقة ومن أحياء تشرين ووصل المقاتلون إلى حي جمعية الزهراء وسيطروا عليه بما فيه فرع المخابرات الجوية وسيطروا على كلية المدفعية والكلية العسكرية وسيطروا أيضاً على مشروع جمعية المهندسين، وفي جنوب غرب حلب سيطرت على حي الراموسة وحي صلاح الدين والأعظمية والفرقان وصولاً إلى حي سيف الدولة وجامعة حلب وحي الشهباء، ومع سقوط الأحياء الراقية الحديثة في غرب المدينة لم يعد النظام قادراً على الدفاع عن الأحياء المهدمة في شرق المدينة والتي هجّر منها سكانها، مع مساء الجمعة وصباح السبت انسحبت معظم قوات النظام والميليشيات من مطار حلب ومن شرقي المدينة وسط تهاوي الأحياء دون مقاومة إلى مدينة السفيرة للهروب من قوات المعارضة وسلمّت مطار حلب والشيخ نجار وجميع مواقعها إلى القوات الكردية، وقد بسطت المعارضة سيطرتها على الأحياء القديمة وقلعة حلب ومبنى الإذاعة ومبنى المحافظة والفروع الأمنية وقيادة الشرطة وساحة سعد الله الجابري والقصر البلدي، كان معظم القيادات والمسؤولين قد تركوا المدينة في وقت سابق، في  الوقت الذي كان بشار الأسد في موسكو يطلب تدخلاً عسكرياً، وأعلنت عمليات ردع العدوان عن حظر تجوال في المدينة لغاية صباح السبت، وخاطبت أهل المدينة بالقول:《نطمئن أهلنا المدنيين في حلب وريفها أننا نحن منهم وهم منا ونحب أن ننوه أن أولوياتنا الحفاظ على أرواحهم وممتلكاتهم》.
وكذلك فمنذ صباح اليوم الجمعة شنت المعارضة هجوماً في ريف حلب الجنوبي أملاً في الوصول شرقاً وقطع طريق إمداد النظام من السفيرة وخناصر فسيطرت على خان طومان ومستودعاتها العسكرية وعلى الحاضر وبرنة وخلصة وزيتان  والبوابية وتل حدية وكثير من البلدات والقرى في الريف الجنوبي أيضاً بسطت المعارضة سيطرتها على مدينة سراقب الاستراتيجية التي تقطع على طريق دمشق - حلب واللاذقية - حلب ممّا أمّن عمليات المعارضة بشكل كامل في محافظة حلب.

### السبت 30 تشرين الثاني
في صباح السبت أعلنت عمليات ردع العدوان أنها سيطرت  على مدن عندان ومعارة الأرتيق وكفر حمرة وحريتان ورتيان وبيانون وحيان وعلى نبّل والزهراء في شمال غرب حلب، وسيطرت المعارضة اليوم على مطار حلب الدولي في منطقة النيرب وعلى اللواء 80 دفاع جوي في شرق مدينة حلب بعد معارك مع القوات الكردية بعد ساعات قليلة من تسليمها لهم  من قبل النظام، مما دفع قوات المعارضة في منطقة درع الفرات بإعلان عملية فجر الحرية ضد القوات الكردية ومؤازرة لقوات هيئة تحرير الشام وفصائل ردع العدوان فسيطرت قوات المعارضة في عملية فجر الحرية على الفوج 111 والكلية الجوية ومطار كويرس العسكري ومساكن الضباط في شرق محافظة حلب على طريق الرقة بعد طرد القوات الكردية كذلك منها ، بالتزامن مع دخول عشرات الأرتال العسكرية لقوات المعارضة إلى أحياء مدينة حلب استعداداً لقتال القوات الكردية شمال المدينة، حيث سيطرت القوات الكردية منطلقة من حي الشيخ مقصود على أحياء الهلك الفوقاني وحي بستان باشا وحي الأشرفية وحي السريان الجديدة  وبني زيد في مدينة حلب، وعلى منطقة الشيخ نجار  الصناعية شمال المدينة، وعلى مناطق في الريف الشمالي بعدما سلمها إياها النظام قبل انسحابه، وفي محافظة إدلب سيطرت المعارضة على جميع مدن وبلدات وقرى والقواعد العسكرية فيها وعلى رأسها معرة النعمان وخان شيخون ومطار أبي الظهور العسكري.
وفي أول رد فعل من جانب النظام السوري، على سقوط مدينة حلب أعلن الجيش السوري اليوم السبت عن انسحاب مؤقت للقوات في حلب بهدف التحضير لهجوم مضاد على الجماعات المسلحة، وقال: 《خاضت قواتنا المسلحة ضدها معارك شرسة في مختلف نقاط الاشتباك الممتدة على شريط يتجاوز 100 كم لوقف تقدمها وارتقى خلال المعارك العشرات من رجال قواتنا المسلحة شهداء وأصيب آخرون》 وأضاف: 《إنّ الأعداد الكبيرة للإرهابيين وتعدّد جبهات الاشتباك دفعت بقواتنا المسلحة إلى تنفيذ عملية إعادة انتشار هدفها تدعيم خطوط الدفاع بغية امتصاص الهجوم والمحافظة على أرواح المدنيين والجنود والتحضير لهجوم مضاد》. وقد صرح الرئيس الروسي فلاديمير بوتين فيما بعد أن 350 عنصرا من مقاتلي المعارضة دخلوا حلب وطردوا 30 ألف جندي من قوات الحكومة والقوات الموالية لإيران. فيما اقتصر وجود قوات النظام بعدها على الطريق من السفيرة إلى خناصر أملاً بالتحضير لهجوم مضاد منه كما فعل سابقاً في 2013.

### الأحد 1 كانون الأول

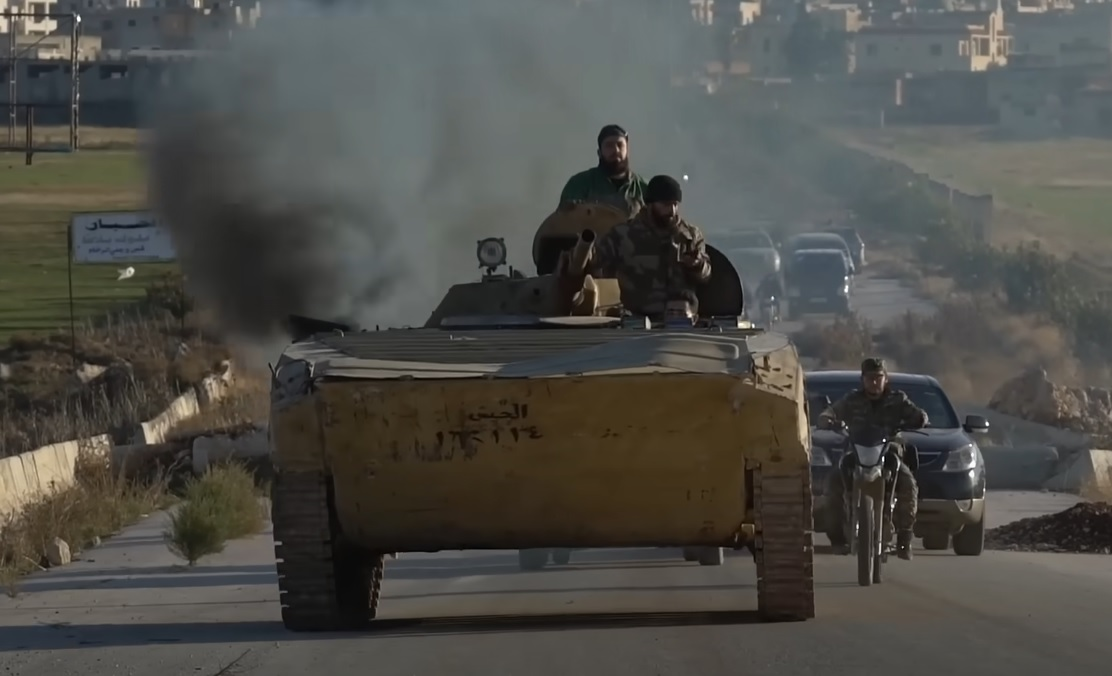
دبابة لقوات المعارضة المسلحة على جبهة حلب في كانون الأول 2024

سيطرت قوات المعارضة صباح اليوم على الشيخ نجار وسجن حلب المركزي وباشكوي وحندرات والمحطة الحرارية وجميع الأحياء التي سيطر عليها الأكراد باستثناء حيي الشيخ مقصود والأشرفية، أصبح الأكراد محاصرين بعد المعارك في حيي الشيخ مقصود والأشرفية في ناحية وفي مدينة تل رفعت وما حولها من القرى بما في ذلك مطار منع العسكري بمساحة قدرها 850 كم مربع في ناحية أخرى، أمّا النظام فكان متواجداً في المنطقة من السفيرة إلى خناصر جنوب شرق حلب أملاً بشن هجوم مضاد من هذا الطريق كما فعل هو وحزب الله في 2013، لكن المعارضة أسرعت إلى مناطق النظام و سيطرت على مدينة السفيرة الاستراتيجية ومعامل الدفاع قربها وعلى بلدة خناصر كذلك مما أدى لخروج قوات النظام من جميع محافظة حلب، أمّا في شمال حلب حيث مدينة تل رفعت التي يسيطر عليها الأكراد منذ سنة 2016 فقد توجهت إليها قوات كبيرة من المعارضة بسبب المساحة الكبيرة التي يسيطر عليها الأكراد فسيطروا على مطار منغ العسكري وكذلك على القرى حول تل رفعت بعد معارك عنيفة مع القوات الكردية ابتدأت من صباح الأحد، وتحت الضغط العسكري انسحب الأكراد إلى داخل تل رفعت المحصنة بشبكة أنفاق تحتها، وقد خاضت هيئة تحرير الشام والجيش الوطني معارك عنيفة فيها أدّت بحلول مساء اليوم إلى السيطرة على هذه المدينة بعد مواجهات عنيفة استمرت معظم هذا اليوم

## ردود الفعل
- تركيا: «أكَّد وزير الخارجية التركي هاكان فيدان أن تركيا ليست متورطة في الصراعات الدائرة في حلب. وصرَّح أن الحكومة تتخذ الإجراءات اللازمة لتجنُّب موجة جديدة من الهجرة على حدودها.»[إنج 2]
- روسيا: «قال المتحدث باسم الكرملين دميتري بيسكوف إنّ روسيا تريد أن تستعيد الحكومة السورية النظام الدستوري في منطقة حلب، في أقرب وقت ممكن»[79]
- إيران: «وصف وزير الخارجية عباس عراقجي "إعادة تنشيط الجماعات الإرهابية" في سوريا بالمخطط الأميركي الصهيوني بعد هزيمة الكيان الصهيوني في لبنان وفلسطين وأكد على دعم إيران المستمر للحكومة والشعب والجيش السوري لمحاربة الإرهاب وحماية المنطقة وتوفير الأمن والاستقرار»[79]
- الولايات المتحدة: «أفاد المتحدث باسم مجلس الأمن القومي الأميركي شون سافيت في بيان بأن اعتماد سوريا على روسيا وإيران إلى جانب رفضها المضي قدماً في عملية السلام التي حددها مجلس الأمن الدولي عام 2015 قد أوجدا الظروف التي تتكشف الآن»[80]
- الإمارات: «أعرب محمد بن زايد في اتصال مع الأسد عن "تضامن دولة الإمارات مع سوريا ودعمها في محاربة الإرهاب والتطرف"»[81]
- العراق: «في اتصال مع الرئيس التركي أردوغان أبلغ رئيس الوزراء العراقي محمد شياع السوداني أنّ العراق لن يقف متفرجاً على التداعيات في سوريا وحذّر من أنّ "مكونات ومذاهب تتعرض للتطهير العرقي" على حسب قوله»[82]
- إسرائيل: «قال رئيس الوزراء الإسرائيلي بنيامين تنياهو إنّ إسرائيل تراقب التطورات في سوريا عن كثب وباستمرار وقال: نحن مصممون على الدفاع عن مصالح إسرائيل الحيوية والحفاظ على إنجازات الحرب»[83]